# Adamsville (Alabama)
Adamsville é uma cidade localizada no estado americano do Alabama, no Condado de Jefferson.

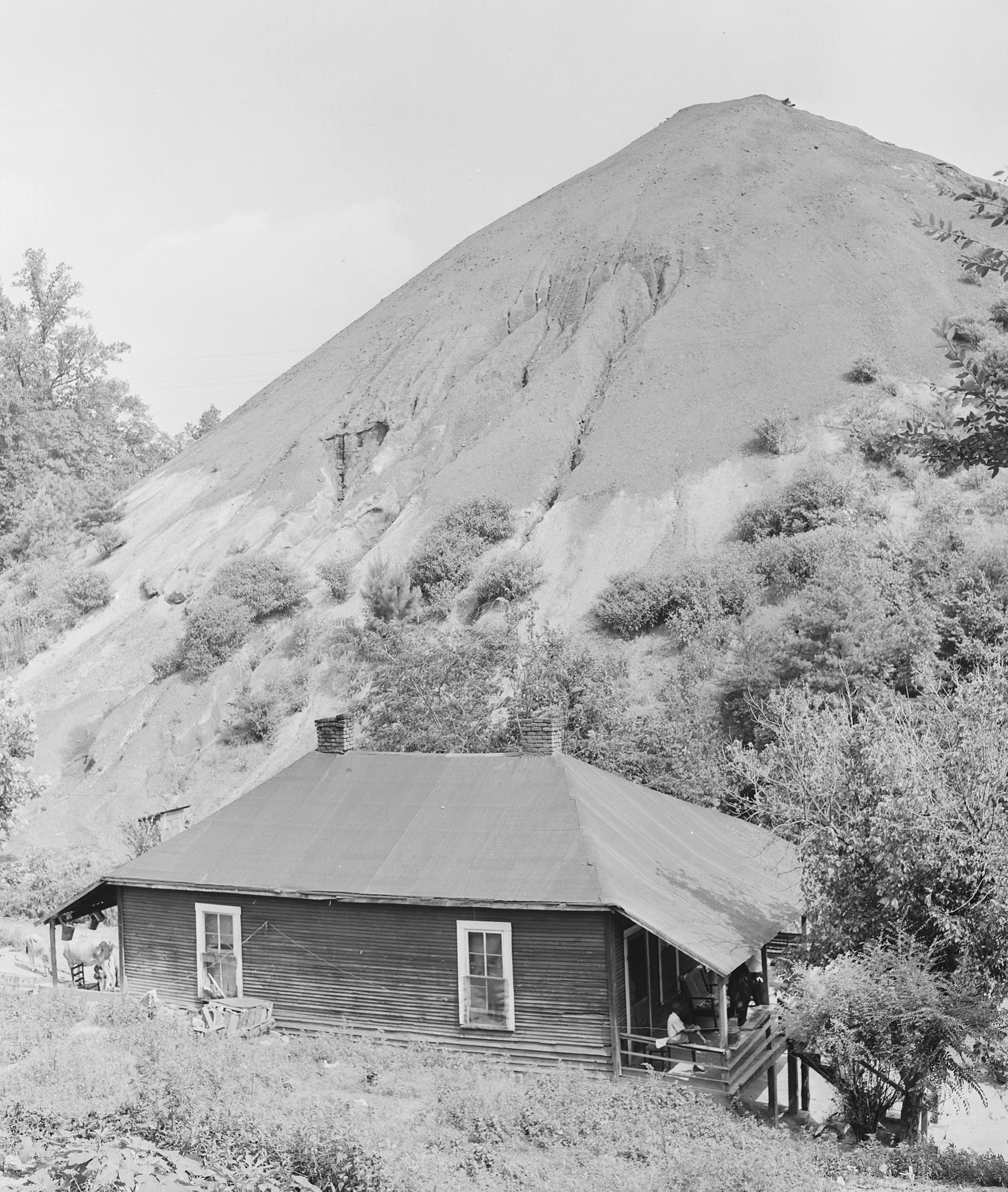
1946

## Demografia
Segundo o censo americano de 2000, a sua população era de 4965 habitantes.
Em 2006, foi estimada uma população de 4806, um decréscimo de 159 (-3.2%).

## Geografia
De acordo com o United States Census Bureau, a localidade tem uma área de 50,8 km², sem área coberta por água. Adamsville localiza-se a aproximadamente 173 m acima do nível do mar.

## Localidades na vizinhança
O diagrama seguinte representa as localidades num raio de 8 km ao redor de Adamsville.